# Liga Nacional de Futebol Americano de 2015
A Liga Nacional de Futebol Americano de 2015 foi a segunda edição do campeonato de futebol americano do Brasil correspondente à divisão inferior do Campeonato Brasileiro de Futebol Americano de 2015.
Sorocaba Vipers foi o campeão da competição ao vencer o Campo Grande Predadores na final. Ambos os times foram promovidos à Superliga Nacional de 2016.

## Fórmula de disputa
A Liga Nacional conta com 14 equipes divididas em quatro grupos regionais: Divisão Leste, Divisão Oeste, Divisão Central e Divisão Sul. O melhor classificado de cada divisão classifica-se às semifinais dos Playoffs. Os dois vencedores das semifinais disputam a final e garantem vaga na Superliga Nacional de 2016.

## Equipes participantes
| Liga Nacional                                                | Liga Nacional                                                                            | Liga Nacional                                       | Liga Nacional                                                                              |
| ------------------------------------------------------------ | ---------------------------------------------------------------------------------------- | --------------------------------------------------- | ------------------------------------------------------------------------------------------ |
| Divisão Leste                                                | Divisão Oeste                                                                            | Divisão Central                                     | Divisão Sul                                                                                |
| - Ponte Preta Gorilas - Sorocaba Vipers - Desportiva Piratas | - Campo Grande Predadores - Campo Grande Gravediggers - Sorriso Hornetes - Sinop Coyotes | - Leões de Judá - Brasília V8 - Brasília Alligators | - Santa Maria Soldiers - Porto Alegre Pumpkins - Porto Alegre Bulls - Joinville Gladiators |

## Classificação da Fase Inicial
Classificados para os Playoffs estão marcados em verde.
| Pos             | Times                     | V | D | E | PCT   | PF  | PS  | SP   |
| --------------- | ------------------------- | - | - | - | ----- | --- | --- | ---- |
| Divisão Leste   |                           |   |   |   |       |     |     |      |
| 1               | Sorocaba Vipers           | 4 | 0 | 0 | 1.000 | 165 | 31  | 134  |
| 2               | Ponte Preta Gorilas       | 2 | 2 | 0 | .500  | 108 | 78  | 30   |
| 3               | Desportiva Piratas        | 0 | 4 | 0 | .000  | 8   | 172 | -164 |
| Divisão Oeste   |                           |   |   |   |       |     |     |      |
| 1               | Campo Grande Predadores   | 3 | 1 | 0 | .750  | 113 | 74  | 39   |
| 2               | Sinop Coyotes             | 3 | 1 | 0 | .750  | 73  | 51  | 22   |
| 3               | Campo Grande Gravediggers | 2 | 2 | 0 | .500  | 83  | 43  | 40   |
| 4               | Sorriso Hornets           | 0 | 4 | 0 | .000  | 32  | 133 | -101 |
| Divisão Central |                           |   |   |   |       |     |     |      |
| 1               | Leões de Judá             | 4 | 0 | 0 | 1.000 | 92  | 27  | 65   |
| 2               | Brasília V8               | 2 | 2 | 0 | .500  | 97  | 39  | 58   |
| 3               | Brasília Alligators       | 0 | 4 | 0 | .000  | 20  | 143 | -123 |
| Divisão Sul     |                           |   |   |   |       |     |     |      |
| 1               | Joinville Gladiators      | 4 | 0 | 0 | 1.000 | 95  | 45  | 50   |
| 2               | Santa Maria Soldiers      | 3 | 1 | 0 | .750  | 103 | 26  | 77   |
| 3               | Porto Alegre Pumpkins     | 1 | 3 | 0 | .250  | 80  | 81  | -1   |
| 4               | Porto Alegre Bulls        | 0 | 4 | 0 | .000  | 22  | 148 | -126 |

## Playoffs
Em itálico, os times que possuem o mando de campo e em negrito os times classificados.
 Promovidos à Superliga Nacional de 2016.
|  | Semifinais | Semifinais              | Semifinais              |    |  | Final           | Final | Final |
|  |            |                         |                         |    |  |                 |       |       |
|  | 1          | Sorocaba Vipers         | 26                      |    |  |                 |       |       |
|  | 4          | Joinville Gladiators    | 18                      |    |  |                 |       |       |
|  |            |                         |                         |    |  | Sorocaba Vipers | 14    |       |
|  |            |                         | Campo Grande Predadores | 06 |  |                 |       |       |
|  | 2          | Leões de Judá           | 13                      |    |  |                 |       |       |
|  | 3          | Campo Grande Predadores | 31                      |    |  |                 |       |       |

### Semifinais
| 21 de novembro | Relatório | Sorocaba Vipers | 26–18 | Joinville Gladiators |  | FACENS, Sorocaba-SP |  |

| 22 de novembro | Relatório | Leões de Judá | 13–31 | Campo Grande Predadores |  | Estádio Bezerrão, Gama-DF |  |

### Final
| 5 de dezembro | Relatório | Sorocaba Vipers | 14–06 | Campo Grande Predadores |  | Estádio Walter Ribeiro, Sorocaba-SP |  |

## Premiação
| Liga Nacional 2015                  |
| São Paulo                           |
| ----------------------------------- |
| Sorocaba Vipers Campeão (1º título) |